# Mangelsdorf (Jerichow)
Mangelsdorf  ist ein Ortsteil der Einheitsgemeinde Stadt Jerichow im Landkreis Jerichower Land in Sachsen-Anhalt.

## Geographie
Das Dorf liegt auf einer weiten, sandigen und im Süden und Westen mit Kiefernwäldern bestandenen Hochfläche. 3 km westlich von Mangelsdorf liegt die Stadt Jerichow. Durch den Ort verläuft die Kreisstraße 1030 von Jerichow nach Wust-Fischbeck. Mangelsdorf liegt an der Straße der Romanik.

## Geschichte
Die erste urkundliche Erwähnung von Mangelsdorf war im Jahre 1340. Die Entwicklung der Gemeinde war und ist eng mit der Stadt Jerichow verbunden. Der Ort gehörte schon 1556 zum Klosteramt Jerichow und fiel 1860 mit dem Herzogtum Magdeburg an Preußen. Nach 1760 wurde das Amt Jerichow mit dem Burgamt vereinigt und zur kurfürstlichen und später herzoglichen-preußischen Domäne berufen.
Zum Stichtag 1. Dezember 1910 zählte Großmangelsdorf 274 Einwohner. Der Ort gehörte zu diesem Zeitpunkt zum Kreis Jerichow II, Regierungsbezirk Magdeburg, Provinz Sachsen im Königreich Preußen.
Am 20. Juli 1950 wurden die bis dahin eigenständigen Gemeinden Groß-Mangelsdorf und Klein-Mangelsdorf zur neuen Gemeinde Mangelsdorf zusammengeschlossen. Der Ortsname Groß-Mangelsdorf ist seitdem nicht mehr gebräuchlich.
Durch die Verwaltungsreform von 1952 wurde die traditionelle Anbindung zu Jerichow unterbrochen. Jerichow wurde dem Kreis Genthin angegliedert, Mangelsdorf dem Kreis Havelberg. Mit der Kreisgebietsreform von 1994 rückte die Gemeinde verwaltungsmäßig wieder näher an Jerichow heran, denn sie wechselte in den neugebildeten Landkreis Jerichower Land, während die anderen Gemeinden des Kreises Havelberg seitdem zum Landkreis Stendal gehören. Damit wurden die Voraussetzungen für die am 6. August 2002 erfolgende Eingemeindung von Mangelsdorf in die Stadt Jerichow geschaffen. Die Gemeinde wurde aufgelöst. Mangelsdorf und Klein Mangelsdorf waren von da an Ortsteile der Stadt Jerichow und sind seit 2009 Teil der Ortschaft Jerichow innerhalb der größeren Einheitsgemeinde Stadt Jerichow.

## Bauwerke
Der Ort wird von der evangelischen Dorfkirche Mangelsdorf, erbaut um 1200 unter dem Einfluss des Klosters Jerichow, dominiert. Die Kirche ist nicht nur das größte, sondern auch das älteste Gebäude im Ort. Sie besteht aus Apsis, Chorquadrat und dem flachgedeckten Saal sowie einem Westturm aus dem 19. Jahrhundert. Das Mauerwerk der romanischen Teile zeigt die perfekte Backsteinbautechnik des Vorbilds.

## Religionen
Die evangelischen Christen aus Groß Mangelsdorf gehören zur Kirchengemeinde Groß Mangelsdorf, die aus Klein Mangelsdorf gehören zur Kirchengemeinde Klein Mangelsdorf, welche beide zur Pfarrei Groß Mangelsdorf gehörten und jetzt zum Kirchengemeindeverband „Kirchspiel Jerichow“ im Pfarrbereich Jerichow des Kirchenkreises Stendal im Propstsprengel Stendal-Magdeburg der Evangelischen Kirche in Mitteldeutschland gehören.
Die katholischen Christen gehören zur Pfarrei Sankt Marien in Genthin im Bistum Magdeburg.